# Capreolus
Genre
Ce genre se compose de deux espèces :
- Capreolus capreolus - chevreuil
- Capreolus pygargus - chevreuil d'Asie

Capreolus sussenbornensis est une espèce disparue, présente au Paléolithique (vestiges dans deux sites français dont le site archéologique d'Orgnac III).